# Titulus Regius
Le Titulus Regius est un texte adopté par le Parlement d'Angleterre en janvier 1484, confirmant la prise du pouvoir par Richard III, qui s'est effectivement emparé du trône en juin 1483.

## Arguments
L'acte déclare les enfants d'Édouard IV, mort en avril 1483, et d'Élisabeth Woodville illégitimes. Le Parlement se base sur les arguments développés par Richard en juin 1483 : il déclare qu'Édouard aurait fait en 1461 une promesse de mariage antérieure (connue sous le nom de précontrat), ayant juré d'épouser la veuve Éléonore Butler, morte en 1468 (ce type de contrat, s'il est avéré, invalide n’importe quel autre mariage, même le mariage royal de 1464). Une source contemporaine, l’historien bourguignon Philippe de Commynes, rapporte que Robert Stillington, évêque de Bath et Wells, prétend avoir célébré la cérémonie de fiançailles entre Édouard et Éléonore. Comme ces fiançailles sont considérées comme un engagement de mariage, le roi serait devenu bigame lors de son mariage avec Élisabeth Woodville en 1464, Éléonore n'étant décédée qu'en 1468. Les enfants nés d'Édouard et Élisabeth Woodville, notamment Édouard V, déposé par Richard le 25 juin 1483, sont ainsi écartés de la succession, ce qui fait de Richard l'héritier légitime d'Édouard IV. 

## Abrogation
Après la défaite et la mort de Richard III à la bataille de Bosworth le 22 août 1485, son successeur Henri VII abroge le Titulus Regius lors de son premier Parlement, ouvert le 7 novembre 1485. Cela lui permet d'épouser Élisabeth d'York, fille aînée d'Édouard IV et Élisabeth Woodville, le 18 janvier 1486 afin d'unifier les familles de Lancastre et York et ainsi mettre définitivement un terme à la Guerre des Deux-Roses. Henri VII ordonne la destruction de toutes les copies du Titulus Regius. Seule une copie nous est parvenue.